# Geschichte des Sudan

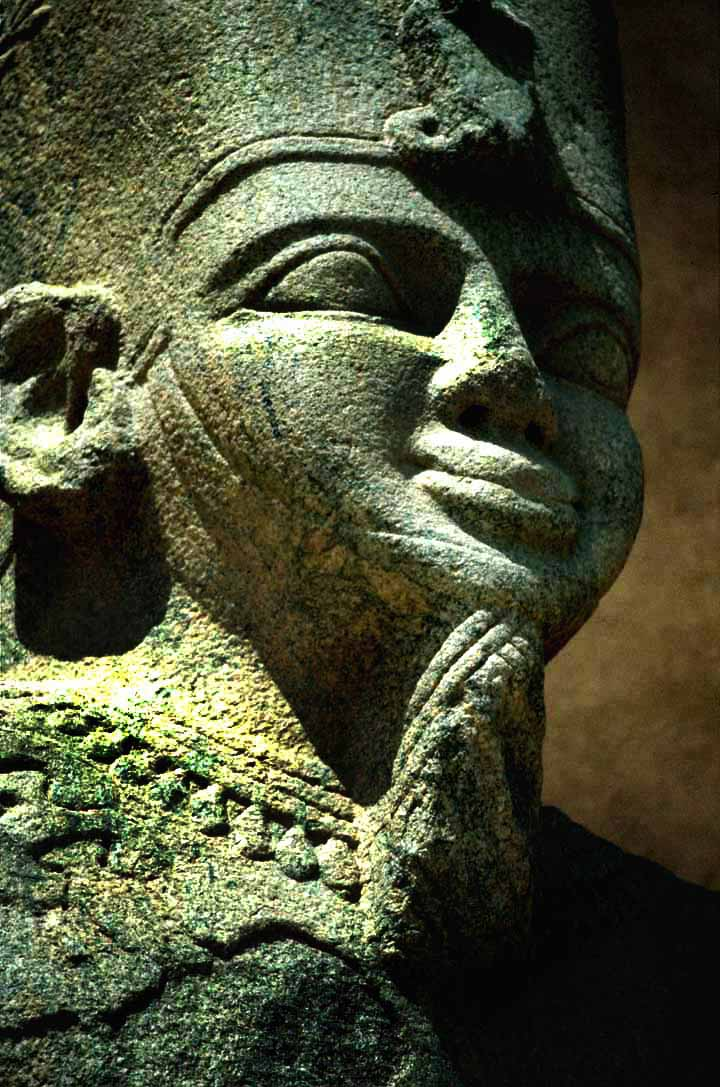
Bildnis eines nubischen Königs aus Tabo, möglicherweise König Natakamani, 1. Jahrhundert n. Chr.

Die Geschichte des Sudan umfasst die Entwicklungen auf dem Gebiet der Republik Sudan und historischer sudanesischer Reiche von der Urgeschichte bis zur Gegenwart. Sie ist stark verknüpft mit der Geschichte Ägyptens, mit dem sich das historische Nubien das Niltal teilt, eine der Wiegen der menschlichen Zivilisation.
Der Sudan ist von der Fläche her das drittgrößte (seit 9. Juli 2011 – Abspaltung von Südsudan) Land Afrikas. Große Teile beherrscht die Wüstenlandschaft der Sahara. Der Nil ist die Hauptlebensader des Landes und bietet so die Bedingungen zum Entstehen einer Hochkultur südlich des historischen Ägyptens. Der Süden des heutigen Sudan gehört bereits zu Subsahara-Afrika mit dem wichtigen Nachbarland Äthiopien. Der Sudan ist ethnisch und kulturell äußerst vielgestaltig. Seit über 50 Jahren ist das Land von Bürgerkrieg und Armut gezeichnet – trotz seines relativ günstigen Potenzials an fruchtbarem Land und Bodenschätzen.
Zur Zeit der Pharaonen war das historische Nubien teils Bestandteil Ägyptens, teils selbst Herr des ganzen Niltals. Die Islamisierung erfasste das Land erst Jahrhunderte nach Ägypten. Im 19. Jahrhundert wurde es zunächst von Ägypten erobert, dann für kurze Zeit von der Mahdi-Bewegung zurückerobert und schließlich mit britischer Hilfe der so genannte Anglo-Ägyptische Sudan bis zu seiner Unabhängigkeit 1956. Seitdem gab es immer wieder parlamentarisch-demokratische Ansätze, die durch Militärputsche annulliert wurden. Weiter gab es innere Konflikte wie den Kampf der Befreiungsarmee SPLA von 1983 bis 2011 gegen die Zentralmacht in der Hauptstadt Khartum und den seit 2003 andauernden Darfur-Konflikt. Im Jahr 2005 wurde ein Friedensabkommen zwischen der sudanesischen Regierung und der Befreiungsarmee vereinbart, das die Autonomie des Südsudan und dessen Weg in die Unabhängigkeit regelte.

## Vorgeschichte
Altsteinzeit (bis 8000 v. Chr.)
Älteste menschliche Siedlungsspuren im heutigen Sudan sind mindestens 300.000 Jahre alt, vermutlich sogar älter, und gehören demnach zu Homo erectus. Technologisch und kulturell gehören diese ältesten Fundkomplexe ins Acheuléen. Aus Homo erectus entwickelte sich in Afrika der moderne Mensch (Homo sapiens), der von Ostafrika aus das Land am Nil besiedelte, bevor er – unter anderem dem Nil nach Norden folgend – auch Asien und Europa für sich zu erschließen begann. Altsteinzeitliche Fundplätze konzentrieren sich im Niltal: Khashm el-Girba, Khor Musa.
Mittelsteinzeit (8000–5000 v. Chr.)
Der erste Fundort dieser Zeitstellung, der untersucht wurde, war Khartoum Hospital, weshalb diese Kultur in der Archäologie auch als Khartoum Mesolithic bekannt ist. Die Träger dieser Kultur waren halbsesshafte Wildbeuter, die allerdings bereits die Keramikherstellung kannten. Ihre Wirtschaftsweise war aneignend. Die Flussressourcen standen dabei im Vordergrund, weshalb diese Fundkomplexe zuweilen auch als „aqualithic“ bezeichnet werden. Die typische Keramik heißt nach der bestimmenden Dekoration Wavy-Line-Keramik. Die Fundorte befinden sich hauptsächlich an den Ufern von Flüssen und Seen. Wichtige Fundorte/-regionen sind: Ad-Damir, Abu Darbein, Wadi Howar, Shaqadud.
Jungsteinzeit (4900–3000 v. Chr.)
Während des 5. Jahrtausends v. Chr. gelangten die aus den Domestikationszentren Vorderasiens stammenden Haustiere Rind, Schaf und Ziege aus Ägypten auch in das zentrale Niltal. Die aneignende Wirtschaftsweise (Jagen, Fischen und Sammeln) wandelt sich langsam zu einer kombinierten Subsistenzweise, indem neben Fischen und Jagen auch Tierhaltung betrieben wurde. Mancherorts dominierte weiterhin die aneignende Lebensweise, während in anderen Gebieten des Sudan bereits die Haltung von Haustieren die Fleischversorgung der Bevölkerung garantierte und die Jagd lediglich eine untergeordnete Rolle spielte. Die Übernahme des Ackerbaus ist mangels eindeutiger Funde nur schwer nachzuweisen. Auf Mahlsteinen, die bei Grabungen häufig zutage treten, wurden auch schon zuvor gesammelte Wildgetreidekörner gemahlen. Die Gerstennachweise in Gräbern von Kadruka sind jedenfalls ein erster Hinweis auf Ackerbau. Während in der früheren Phase einfache Gefäßformen dominieren, treten in der jüngeren Phase auffällige Gefäßformen in den Mittelpunkt wie etwa die eleganten tulpenförmigen Becher. Wichtige Fundorte/-regionen sind: Kadero, esh-Shaheinab, Kadruka, Kerma, Wadi Howar.
Im Osten des Sudan sind diverse Kulturen bezeugt. Die Butana-Gruppe datiert vor allem in das 4. Jahrtausend v. Chr. Auf ihr folge die Gash-Gruppe (etwa 3000 bis 1800 v. Chr.). Die Leute lebten vom Ackerbau und von der Tierhaltung. Keramik wurde produziert. Bei Mahal Teglinos wurde eine Ortschaft mit fast stadtartigen Ausmaßen ausgegraben. Die Bebauung bestand aus einfachen runden Hütten, aber auch aus rechteckigen Lehmbauten, die südlichsten dieser Zeit in Afrika überhaupt. Es wurden große Friedhöfe gefunden, wobei die Gräber zum Teil mit großen, undekorierten Steinstelen markiert waren. Es fanden sich Siegel und Siegelstempelungen, die auf Formen der Verwaltung hinweisen. Ägyptische Keramik und Faience-Perlen belegen Handel mit Ägypten. Muscheln vom Roten Meer bezeugen Beziehungen dorthin.
Kerma-Kultur (2500–1520 v. Chr.)

## Pharaonenzeit

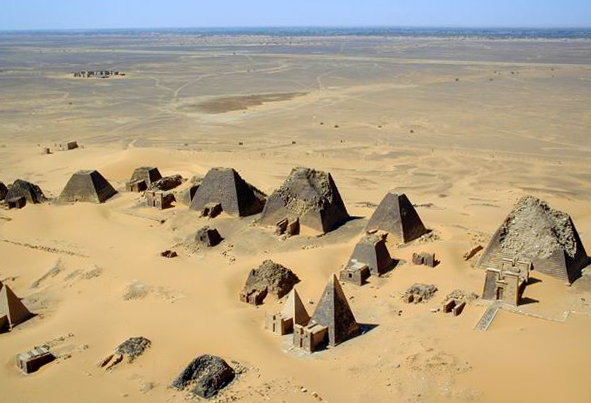
Pyramiden von Meroe, erbaut durch das Reich Kusch – Luftbild von 2001

Zur Zeit der ägyptischen Pharaonen und in der Antike war die Region des heutigen Sudan als Obernubien bekannt.
Es gab schon früh Verbindungen zum nördlichen Ägypten und sogar bis nach Griechenland. Begünstigt wurde das durch die geografische Lage am Oberlauf des Nils. Hier existierte einst das Königreich von Kerma, der älteste bekannte schwarzafrikanische Staat, der seinen Herrschaftsbereich bis zur Südgrenze Ägyptens ausdehnen konnte, im 2. Jahrtausend v. Chr. aber von den Pharaonen zurückgeschlagen wurde.
Vermutlich ab 1080 v. Chr. (spätestens aber ab 750 v. Chr.) bis zum 3. Jahrhundert besteht hier das Reich Kusch. Hauptstadt war zunächst Napata, später dann Meroe. Das Reich kann auf eine starke Militärmacht und große Goldfunde aufbauen.
Um 700 v. Chr. erobert Kusch Ägypten und stellt dort die 25. Dynastie der (nubischen) Pharaonen.

## Christianisierung und Islamisierung

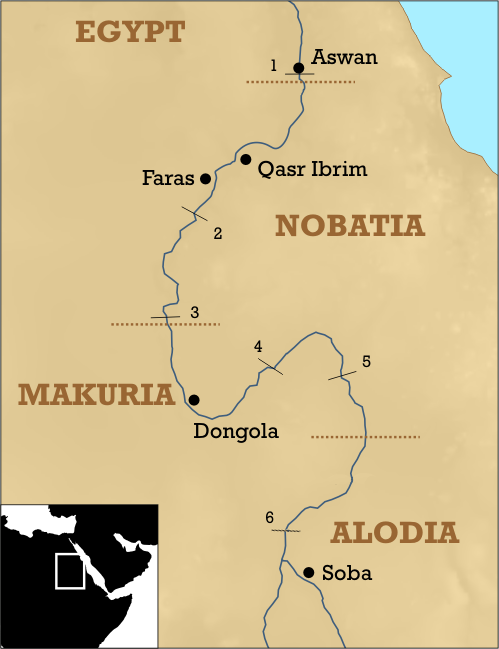
Karte der christlichen Königreiche im Mittelalter

Zwischen dem fünften und sechsten Jahrhundert etabliert sich das Christentum, ausgehend vor allem vom koptischen Ägypten, aber zum Teil auch vom heutigen Äthiopien und von Byzanz, in nördlichen und östlichen Teilen des Sudan. Es entstehen die christlichen Königreiche Alwa, Makuria und Nobatia, von denen Makuria das bekannteste ist. Ab 640 n. Chr. verbreitet sich der Islam im Norden durch arabische Händler. Die Ansiedlung und Vermischung arabischstämmiger und indigener Bevölkerung führt im Laufe der Zeit zu einer Arabisierung des Gebiets und einem starken Einflussverlust des Christentums. Dennoch können sich christliche Königreiche in Nubien bis ins 14. Jahrhundert halten. Ab dem 16. Jahrhundert werden auch einige südsudanesische Volksgruppen muslimisch. Der Großteil des Südens bleibt jedoch bis ins 20. Jahrhundert den traditionellen Religionen treu.
Zur weiteren Ausbreitung des Islam trägt das islamische Sultanat von Sannar (1504–1821), auch Schwarzes Sultanat genannt, bei. Unter seinem Einfluss kommt es zur Arabisierung und Islamisierung verschiedener indigener Völker im Sudan. Es gibt jedoch auch Entwicklungen wie bei den Bedscha, die in den Bergen des Roten Meeres siedeln. Sie behalten trotz Konversion zum Islam und Mischehen mit arabischen Einwanderern eine abgegrenzte eigene Kultur.
Das mächtige Sultanat Darfur besteht vom 16. Jahrhundert bis zur Eroberung durch türkische Besetzer 1874 und nimmt anders als das Fung-Reich eine Schlüsselrolle im transafrikanischen Handel ein. Es wird dann unter Ali Dinar nach Ende der Mahdiherrschaft 1898 wiederhergestellt und bleibt bis ins Jahr 1916 bestehen.

## Besetzung und Kolonialzeit

### Osmanisch-ägyptische Herrschaft
Anfang des 19. Jahrhunderts waren die dominanten Staaten auf dem Gebiet des heutigen Sudan das Königreich Sannar im Osten und das Sultanat Darfur. In beiden Staaten bildeten Sklaven die Basis für das Militär und die Staatsverwaltung. 1820 befahl der osmanische Regent Ägyptens Muhammad Ali Pascha eine Militärexpedition in den Sudan. Anlass war die Zerschlagung, der nach Dunqula geflohenen, durch ihn aus Ägypten verdrängten Mameluken. Ziel war aber auch den Sudan dauerhaft unter ägyptischen Einfluss zu bringen. Hierdurch sollte der Zugang zu sudanesischen Goldvorkommen und Sklaven sowie die Kontrolle über die Oberläufe des Nil dauerhaft gesichert werden.
1821 wurde das Sultanat von Sannar von türkisch-ägyptischen Truppen unter Führung Ismael Kamil Paschas, des Sohns Muhammad Alis, erobert. Nach der Eroberung wurde sofort damit begonnen schwarze Sklaven zu rekrutieren. Am 13. Juni 1821 wurde die Hauptstadt der Fung Sannar erobert. Nach Dunqula wurde das Königreich Darfur erobert und schließlich 1871 mit der Provinz Äquatoria die zentralafrikanischen Seen erreicht.
Der ägyptische Einfluss stimulierte den Sklavenhandel. Ökonomisch profitierten trotz einer hohen Abgabenlast kooperierende einheimische Stämme, welche mit sklavenbasierter Landwirtschaft oder Sklavenhandel wirtschaftlich den Interessen des Kolonialstaats dienten.
Um die Verwaltung in den besetzten Gebieten zu organisieren und dem Sklavenhandel ein Ende zu setzen, schickte die ägyptische Regierung in den 1870er Jahren Europäer in den Sudan. Charles George Gordon wurde so 1874 zum Gouverneur von Äquatoria und dann des gesamten Sudan ernannt.

### Mahdi-Aufstand

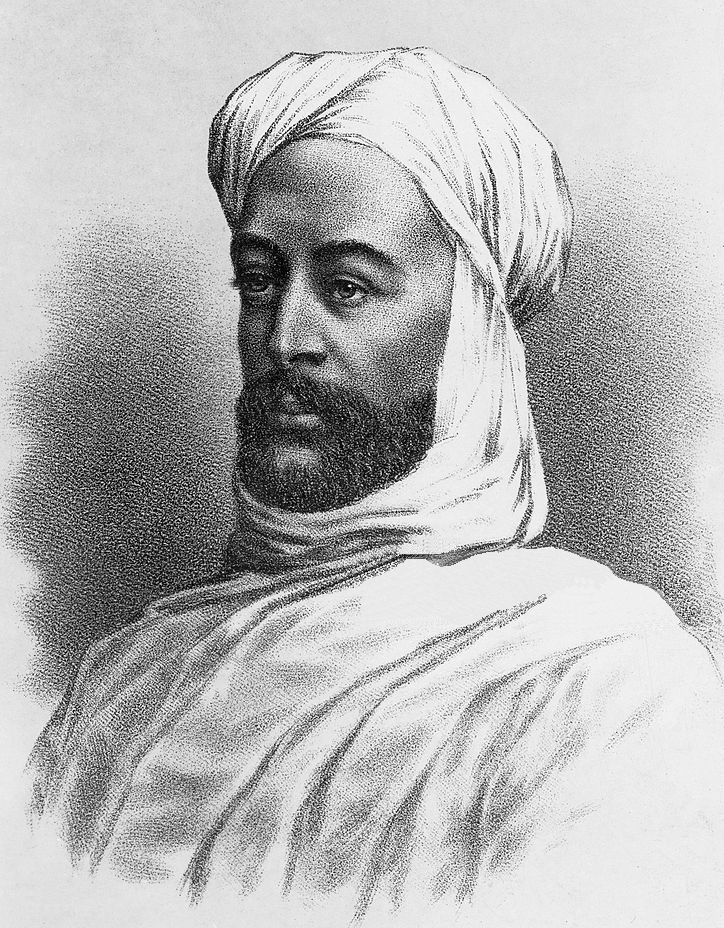
Muhammad al-Mahdi

Ab 1881 konnte sich die Bewegung des sudanesischen religiösen Führers Muhammad Ahmad (genannt al-Mahdi – der von Gott geleitete) durchsetzen. Ägypten, das seit 1882 durch Großbritannien besetzt war, zog sich aus dem Sudan zurück. Diese Phase wird auch als Mahdi-Aufstand bezeichnet. Am 26. Januar 1885 fiel die Hauptstadt Khartum in die Hand des Mahdis. Gouverneur Gordon wurde dabei getötet. Der Mahdi gründete in Omdurman, am anderen Nilufer von Khartum, eine neue Hauptstadt, wo er am 12. Juni 1885 starb. Der Mahdi-Nachfolger, Kalif Abdallahi ibn Muhammad, errichtete einen Staat der sich von Darfur im Westen bis Sawakin im Osten (ohne die Stadt selbst) und von Dunqula im Norden bis Bahr al-Ghazal im Süden erstreckte. Das Kalifat von Omdurman bildete die erste nationale sudanesische Regierung. Die Scharia regelte alle Bereiche des menschlichen Daseins. Der Sklavenhandel wurde unter dem Kalifen wieder erlaubt. Abdallahi ibn Muhammad wurde erst 1898 durch ägyptische Truppen unter dem britischen General Herbert Kitchener, 1. Earl Kitchener in der Schlacht von Omdurman geschlagen. Die Mahdisten flohen daraufhin nach Süden. Hier kontrollierten sie bis Oktober 1899 das Gebiet von Darfur bis zur Grenze nach Äthiopien.

### Britisch-ägyptisches Kondominium

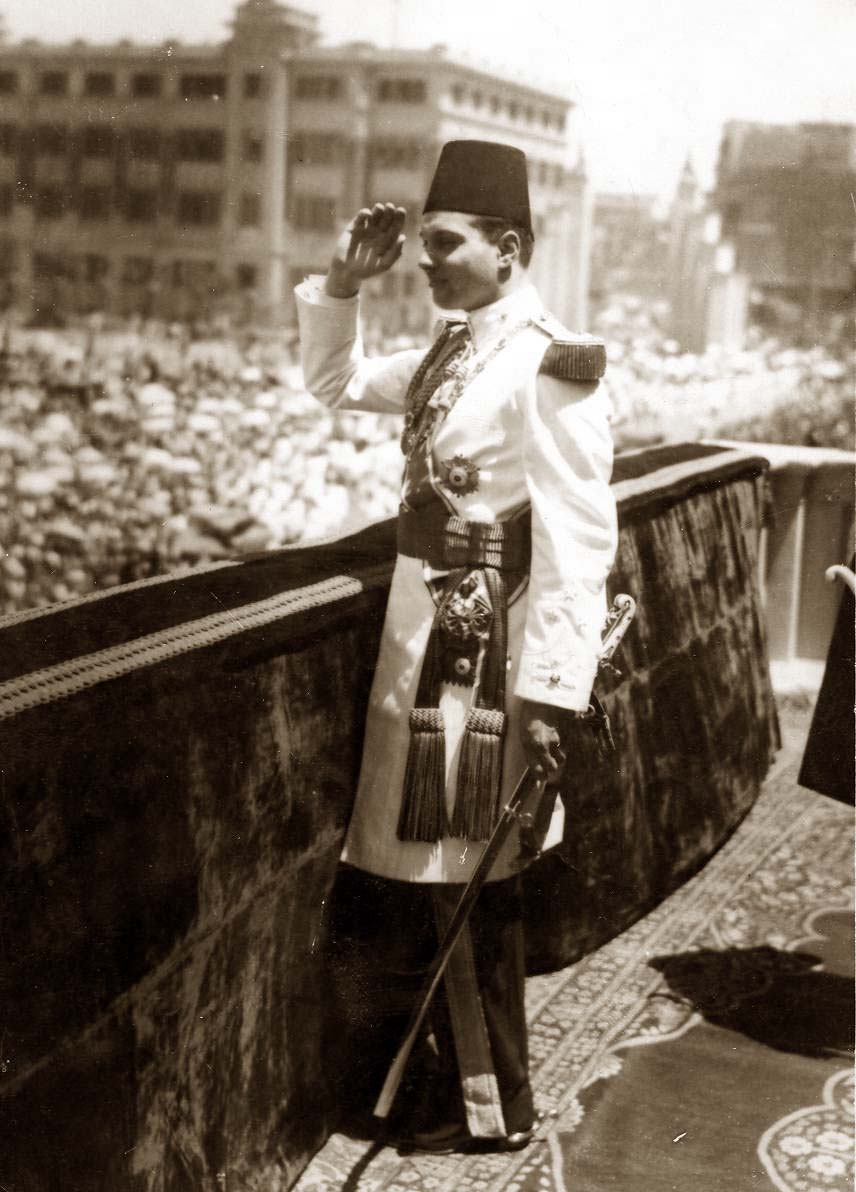
Faruq (I.), zehnter ägyptischer Herrscher des Sudan, wurde 1951 zum König von Ägypten und des Sudan ausgerufen

1898 kam es zur Faschoda-Krise zwischen Großbritannien und Frankreich, die sich nicht über ihre Besitzansprüche auf den Sudan einigen konnten. Am Ende musste sich Frankreich aus Faschoda zurückziehen, verzichtete 1904 offiziell, und der Sudan wurde anglo-ägyptisches Kondominium; doch de facto blieb er bis zur Unabhängigkeit des Königreichs Ägypten 1922 eine britische Kolonie. Ägypten beanspruchte den Sudan weiterhin für sich und der Kondominiumsstatus blieb daher umstritten. 1924 kam es darüber zur Sudankrise, welche die Beziehungen zwischen den beiden Ländern für über ein Jahrzehnt stark belastete.
Unter der britischen Herrschaft wurde die Hauptstadt Khartum planmäßig ausgebaut, eine Universität errichtet (hauptsächlich zur Ausbildung lokaler Beamter) und vor allem der Anbau von Baumwolle intensiviert, die für die britische Textilindustrie ein sehr wichtiges Importgut war. Wichtigstes Anbaugebiet wurde die Gegend zwischen Weißem und Blauem Nil südlich Khartums.
Derweil strömten protestantische und katholische Missionare ins Land und bekehrten im Süden Teile der vorher heidnischen Lokalreligionen oder dem monophysitischen Christentum äthiopischer Prägung angehörigen Schwarzen, sodass sich dort, wo es bisher keine Islamisierung gab, die christliche Minderheit zum Teil beträchtlich vergrößert.
Schon 1948 führten die Briten im Sudan eine Verwaltungsreform durch und ließen gegen den Widerstand Ägyptens 1951 eine nationale verfassunggebende Versammlung zu. Am 12. Februar 1953 verkündete Ägypten nach dem dortigen Militärputsch, der künftige Sudan möge selber entscheiden, ob er zu Ägypten gehören wolle oder nicht. Die Wahlen am 29. November 1953 gingen eindeutig zugunsten der Nationalen Unionspartei (Umma-Partei – UP) aus. Damit war der Weg in die Selbständigkeit weitgehend geebnet.
Nach den Wahlen vom November gelang es Ismail al-Azhari (1902–1969) am 9. Januar 1954 eine Regierung zu bilden. Im gleichen Jahr fassten die Muslimbrüder im Sudan Fuß.
1955 begann der Bürgerkrieg zwischen dem christlich-schwarzen Süden und dem islamisch-arabischen Norden des Landes mit der Revolte von Kolonialsoldaten aus den Völkern der Dinka und Nuer in Torit als deren britische Offiziere durch Nordsudanesen abgelöst wurden.

## Republik Sudan

### Unabhängigkeit 1956
Am 1. Januar 1956 wurde der Sudan unter Ministerpräsident al-Azhari unabhängig. Im April des Jahres wurde der Sudan Mitglied der Arabischen Liga und demonstrierte so seine Zugehörigkeit zur Arabischen Welt.
Bei den Wahlen vom 11. März 1958 wurde die Umma mit 68 der 173 Parlamentssitze stärkste Partei. Wegen der Probleme innerhalb der Koalition wandte sich ihr Führer Abdullah Khalil an den Oberbefehlshaber der Armee, General Ibrahim Abbud. Dieser putschte am 17. November. Er löste das Parlament auf, suspendierte die Verfassung, verbot alle Parteien und wurde als Oberhaupt der Militärjunta Staatschef.

### Regierung der nationalen Union
Am 15. November 1964 wurde Abbud von einer zivilen Regierung wieder abgelöst, die von den beiden Mehrheitsparteien, der Umma-Partei und der Democratic Unionist Party (DUP), getragen wurde. Al-Azhari wurde Vorsitzender des Souveränitätsrates. Im November 1964 wurde das aktive und passive Frauenwahlrecht eingeführt.
Diese Zeit war geprägt durch Instabilität und Rivalitäten der Parteien, gleichzeitig aber auch von dem Willen der arabischen Eliten, das Land zu arabisieren und islamisieren, als Mittel zur „kulturellen Dekolonisierung“. Imam al-Hādī, Führer der Mahdisten, der religiösen Basis der Umma-Partei, erklärte im August 1966: „In seinem größten Teil ist der Sudan ein arabischer und islamischer Staat.“ Im November 1966 gründet die Regierung in Omdurman das Islamisch-Afrikanische Zentrum, das jungen Afrikanern aus verschiedenen Ländern eine Ausbildung in arabischen und islamischen Studien offerieren sollte.

### 1969–1985: Herrschaft von Numairi
Schon am 25. Mai 1969 gab es einen neuen Putsch. Diesmal unter Oberst Dschafar an-Numairi, der in der Folge die Sudanesische Sozialistische Union (SSU) als alleinige Partei im Staate installierte. Er näherte sich außenpolitisch der Sowjetunion an und verstaatlichte 1970 ausländische Banken und Unternehmen. Seine Politik richtete sich zunächst am damaligen panarabistischen Vorbild Gamal Abdel Nasser aus. Auf innenpolitischer Ebene bemühte er sich darum, die Macht der Mahdisten zu brechen. Im März 1970 ließ er die Insel Aba auf dem Weißen Nil bombardieren, wo sich die Hochburg der Ansār befand.
Am 19. Juli 1971 kam es zu einem kommunistischen Putschversuch im Sudan: Linke Kräfte in Numeiris Revolutionsrat rebellierten gegen dessen Pläne der Errichtung einer Staatenunion mit Libyen und Ägypten. Numeiri konnte den Putsch am 22. Juli des Jahres mit militärischer Hilfe aus den beiden Ländern niederschlagen. Es folgten Verhaftungen, Hinrichtungen und diplomatische Konflikte mit Moskau. Am 10. Oktober 1971 wurde Numeiri zum Staatschef gewählt.
1972 schloss Numairi mit den Rebellen des South Sudan Liberation Movement unter Joseph Lagu das Friedensabkommen von Addis Abeba. Die Rebellen akzeptierten die Einheit des sudanesischen Staates. Im Gegenzug sollte eine Regionalregierung im Süden sie an politischen Prozessen beteiligen. Ein Teil der Guerilla sollte in die sudanesische Armee übernommen werden und zusammen mit Soldaten aus dem Norden im Südsudan stationiert bleiben.
Am 13. Juni 1972 nahm der Sudan wieder seine diplomatischen Beziehungen zur Bundesrepublik Deutschland und am 25. Juli auch wieder zu den USA auf. Dies wurde im Westen als außenpolitische Öffnung des Sudan begrüßt, im Ostblock hingegen als Hinwendung zum Imperialismus gewertet.
Am 14. April 1973 wurde eine neue Verfassung für den Sudan verabschiedet. Der Islam wurde darin als Staatsreligion verankert, das Christentum als Minderheitenreligion anerkannt, der Sudan als Staat mit arabischer und afrikanischer Identität definiert, dem Süden die Autonomie versichert, der SSU wurde als alleiniger verfassungsmäßigen Staatspartei die Führung zugesprochen. Tatsächlich wird am 22. Oktober eine Autonomieregierung des Südsudan eingerichtet.
1976 gab es einen weiteren Putschversuch, der aber fehlschlug. Numeiri beschuldigte Libyen der Urheberschaft und schloss am 15. Juli ein Beistandsabkommen mit Ägypten. Die Beziehungen zur Sowjetunion verschlechtern sich zunehmend. Diplomatische Kontakte wurden minimiert.
Am 24. Mai 1977 schlug Numairi der islamischen Oppositionsfront im Exil, die aus der Khatmiyya, den Mahdisten und den Muslimbrüdern bestand, eine „große nationale Versöhnung“ vor. Am 14. August 1977 wurden diverse Exilpolitiker rehabilitiert und durften wieder in den Sudan kommen. Sadiq al-Mahdi versöhnte sich mit Numeiri und löste seine Nationale Front kurzerhand auf. Im Gegenzug versprach Numeiri politische Teilhabe unter dem Dach der SSU. Im gleichen Jahr wurde das Islamisch-Afrikanische Zentrum auf einem Gelände zehn Kilometer südlich von Khartum wiedereröffnet und nahm seine ersten 60 Studierenden auf, die aus Tansania, Kenia, Uganda und Sudan stammten. Numairī erklärte 1978 in einem Buch, dass es notwendig sei, das Land auf den „islamischen Weg“ (an-nahǧ al-islāmī) zurückzuführen.
Die Wirtschaftspolitik Numeiris, welche auf eine Erweiterung der mechanisierten Landwirtschaft abzielte, schlug fehl. Von dieser profitierten vor allem Kapitaleigner aus dem Norden, insbesondere die durch Islamisten kontrollierten Islamischen Banken. Das Arbeitskräftepotential für diese Agrarwirtschaft bildeten Wanderarbeiter aus dem Süden. Entgegen den Zielen der Regierung schrumpfte die landwirtschaftliche Produktion und damit auch der Export. Ab 1977 konnte das Land seine Schulden nicht mehr bedienen. Der Sudan wurde der größte Empfänger von humanitärer Hilfe aus den USA im Afrika südlich der Sahara und war auf die USA angewiesen um vom IWF weiter Kredite zu erhalten. Hierzu musste Numeiri ab den 1980er-Jahren Privatisierungen in der Wirtschaft zulassen.
Vom 12. bis 21. Januar 1979 tagten die Parlamente Ägyptens und des Sudan gemeinsam. So sollte der Schulterschluss der beiden Staaten auf wirtschaftlichem, sozialem und kulturellem Gebiet unterstrichen werden.
Im März 1980 überstand Dschafar an-Numeiri auch einen Putschversuch durch fünf Armeeoffiziere, die festgenommen werden. Er beschuldigte daraufhin die Sowjetunion und Syrien, den Putschversuch unterstützt zu haben, und bot ab Juni 1980 den USA die Benutzung militärischer Einrichtungen im Sudan an. Am 26. Juni 1980 kam es zudem zum Abbruch der diplomatischen Beziehungen zu Libyen, weil der Sudan bei dessen Engagement im benachbarten Tschad auf der anderen Seite stand, da Libyen eine Vereinigung beider Länder anstrebte.
1982 kam es zu weiteren Vereinbarungen der engen Zusammenarbeit mit Ägypten in der Nilregion.
1983 kam es im Südsudan erneut zu Unruhen. Beobachter gingen davon aus, dass diesmal ethnische Streitigkeiten nur vorgeschoben seien und es vielmehr um die dort entdeckten Erdöllagerstätten ging. Hinzu kam die Einführung der Scharia am 9. September des Jahres. Die SPLA unter John Garang nahm im Süden ihren Widerstandskampf zur „Befreiung des Sudan“ auf. Sie wurde von Äthiopien logistisch unterstützt und sah sich selber nicht als separatistisch.
Im April 1984 wurde der Ausnahmezustand verhängt. Numeiri näherte sich immer mehr den Muslimbrüdern unter dem religiösen Führer Hasan at-Turabi an. Wichtigster Oppositionsführer wurde wieder Sadiq al-Mahdi, der sich auf den Nimbus seines Vorfahren, den mächtigen al-Mahdi aus dem 19. Jahrhundert (siehe oben) berufen konnte und als moderater Vertreter des Islam galt. Er führte die Umma-Partei an und gründete die Ansar-Brüderschaft.
Sowohl die Bevölkerungsmehrheit als auch die Nationalversammlung lehnten Numeiris Islamisierungspolitik ab. Es kam zum Eklat, als sich Numeiri offiziell als Imam ausrufen und den Sudan als islamischen Staat umtaufen lassen wollte, und die Nationalversammlung ihm die Zustimmung verweigerte.
Am 18. Januar 1985 wurde der 76-Jährige reformorientierte religiöse Führer Mahmud Muhammad Taha (Republikanische Bruderschaft) wegen Häresie hingerichtet. Als US-Vizepräsident George H. W. Bush im März im Sudan weilte, kritisierte er Numeiris Islamisierungskurs angesichts der sich verschärfenden Wirtschaftslage des afrikanischen Landes. Daraufhin wurden Turabi und weitere Muslimbrüder verhaftet.
Numeiri wurde am 6. April 1985 nach Unruhen und der Drohung mit Generalstreik in Khartum durch einen unblutigen Militärputsch gestürzt. Numeiri befand sich zu der Zeit in den USA bei einem Staatsbesuch. Der provisorische Militärrat (TMC) unter Abd ar-Rahman Swar ad-Dahab übernahm die Macht und ernannte eine Übergangsregierung. Trotz Friedensangebots ging der Kampf der SPLA im Süden weiter, während sich im Norden Widerstand gegen die Reform der unter Numeiri geschaffenen Herrschaftsstrukturen formierte.
Außenpolitisch orientierte sich die neue Regierung wieder stärker an Libyen und der Sowjetunion und nahm auch wieder diplomatische Beziehungen zum Iran auf. Am 10. Oktober schließlich, wurde eine Übergangsverfassung eingesetzt, und es wurden Wahlen ausgeschrieben.
Vom 1. bis 12. April 1986 gab es allgemeine Wahlen im Sudan, an denen sich 40 Parteien beteiligten. Wegen der anhaltenden Kämpfe im Süden wurde dort in dutzenden Wahlkreisen nicht gewählt. Die Umma-Partei (UP) von Sadiq al Mahdi bekam 99 Sitze, die Demokratische Unionspartei (DUP) 63 und die Nationale Islamische Front (NIF) unter Hasan Turabi 51.
Sadiq al-Mahdi wurde am 15. Mai Ministerpräsident der Koalitionsregierung aus UP und DUP. Die Muslimbruderschaft, die unter dem Dach der NIF agierte, konnte durch ihre parlamentarische Stärke verhindern, dass die Scharia wieder ganz aus dem sudanesischen Rechtswesen verschwand.
Derweil konnte die SPLA weiter Boden gut machen während Vermittlungsbemühungen zwischen al-Mahdi und dem SPLA-Führer John Garang in Addis Abeba scheiterten. Die Versorgungslage der Bevölkerung verschlechterte sich immer mehr.

### 1989 bis 2019: Herrschaft von Baschir

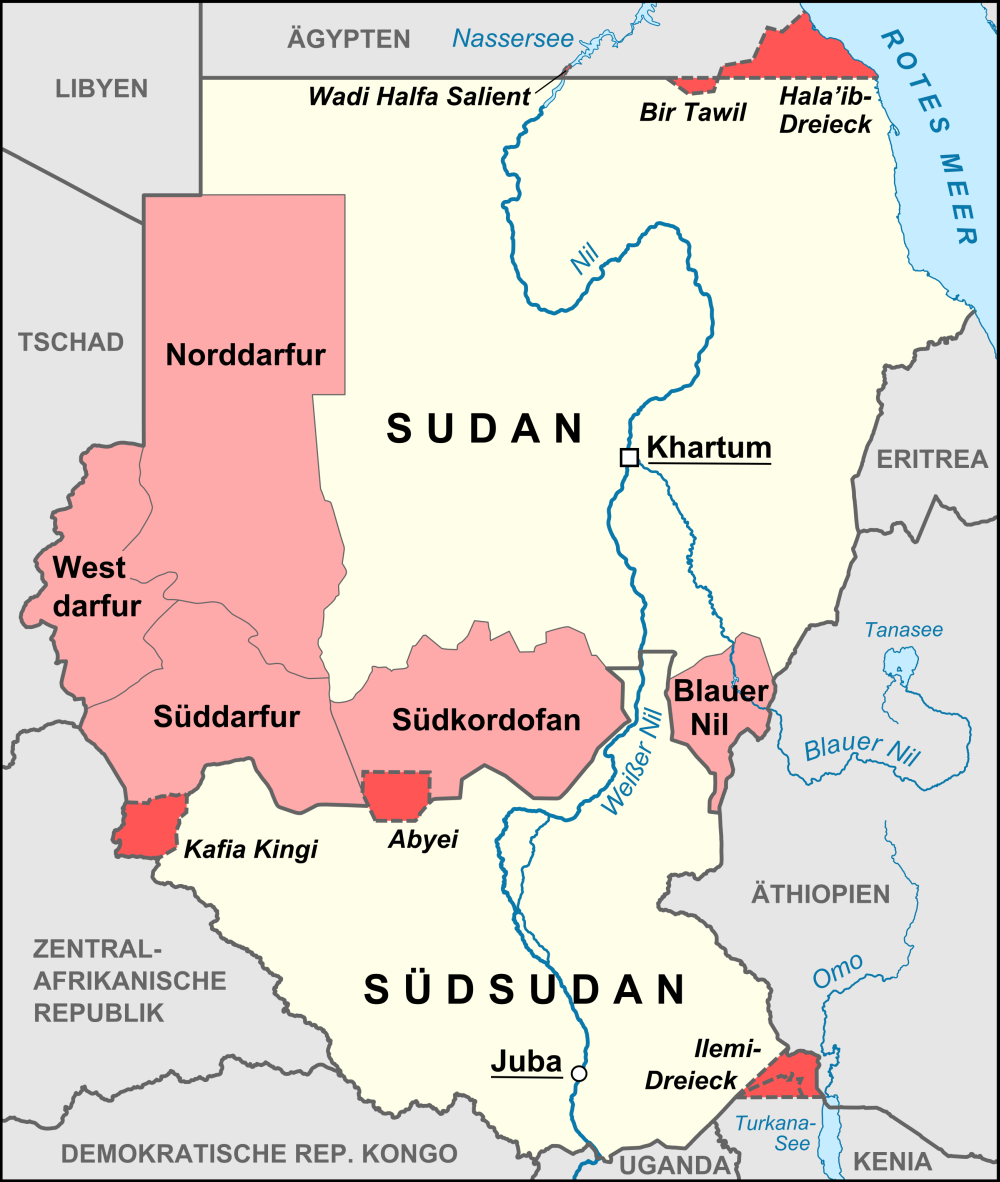
Sudan mit dem 2011 unabhängig gewordenen Südsudan. In altrosa sind die weiteren Regionen markiert, in denen es separatistische Bestrebungen gibt, rote Flächen stellen Gebietskonflikte dar.

1989 putschte wieder das Militär, und der islamistisch orientierte Umar Hasan Ahmad al-Baschir übernahm mit seinem Revolutionären Kommandorat (RCC) die Macht. Der Putsch ging mit einer planmäßigen Repression der Akteure ziviler Politik einher. So gut wie die gesamte politische Elite des Landes inklusive des prominenten Islamistenführers Hasan at-Turabi wurde inhaftiert. Der Putsch wurde von der islamistischen Bewegung des Landes unterstützt und mit durchgeführt. Turabi selbst blieb trotz seiner Inhaftierung und formalen Nichtbeteiligung eine graue Eminenz der Regierung. Wirtschaftspolitisch verfolgte der Staat nach dem Putsch unter der Ägide des Finanzministers Abdelrahim Hamdi einen Kurs der schockartigen Liberalisierung. Agrarpolitisch sollte aus dem Sudan durch Weizenanbau ein Nahrungsmittelexportland werden. Der Konflikt im Innern mit weniger arabisierten Bevölkerungsgruppen wurde mit Hilfe der Islamisten als Dschihad religiös verbrämt und intensiviert. 1991 führte der Sudan auf Betreiben der Islamisten einen der Scharia entsprechenden Strafrechtscodex ein.
Darüber hinaus verbot Baschir weitere Hilfsflüge der Operation Lifeline Sudan (OLS) in den hungernden Süden.
Inzwischen spitzte sich der Konflikt im Süden zu, und es kam 1992 zu einer großangelegten Offensive der Regierungstruppen gegen die Sudanesische Volksbefreiungsarmee (SPLA). Daran änderte auch die offizielle Beendigung der Militärdiktatur im Jahr 1993 nichts. Die Fronten gegenüber dem nach Autonomie strebenden Süden verschärften sich. Beobachter der Vereinten Nationen sprachen von Völkermord, begangen von radikalen Islamisten unter Billigung bzw. Beteiligung der Regierungstruppen. Der Sudan wurde bereits 1992 von der UNO wegen Menschenrechtsverletzungen verurteilt.
Am 10. Februar 1993 besuchte Papst Johannes Paul II. die Hauptstadt Khartum.
Ab 1994 erfuhr die Telekommunikation im Sudan einen bedeutenden Aufschwung.
1995 kam es zum offenen Bruch zwischen Ägypten und dem Sudan. Die ägyptische Führung machte den sudanischen Staat für die Unterstützung islamistischer Umstürzler in Ägypten verantwortlich. Ägypten schloss sich in Folge der US-amerikanischen Politik des Regierungswechsels in Khartum an und unterstützte die Guerillabewegungen gegen die sudanesische Zentralregierung.
Nach seiner Wiederwahl als Präsident 1996 verhandelte al-Bashir erfolglos mit der SPLA, so dass die Gespräche 1997 in Nairobi als gescheitert erklärt werden mussten. Im darauf folgenden Jahr wurden die Verhandlungen in der kenianischen Hauptstadt wiederaufgenommen. Hasan at-Turabi (inzwischen Parlamentspräsident) erklärte im Juli 1998, dass eine Unabhängigkeit des Südens nicht mehr ausgeschlossen werde.
1998 griffen die Vereinigten Staaten den Sudan an und bombardierten die Asch-Schifa-Arzneimittelfabrik nahe der Hauptstadt Khartum. Dies wurde offiziell damit begründet, dass dort angeblich Giftgas produziert werde und eine Verwicklung des Sudan in die Terroranschläge von Nairobi und Daressalam bestehe. Beweise für diese Behauptungen konnten bis heute nicht erbracht werden.
Bereits 250.000 Menschen sollen im Süden durch die Bombardierungen getötet worden sein und 2,5 Millionen akut von einer Hungersnot betroffen. Im selben Jahr verdichteten sich auch Berichte über den zunehmenden Sklavenhandel im Süden.
1999 wurde das sudanesische Parlament aufgelöst, al-Baschir verhängte den Ausnahmezustand und entließ die Anhänger Turabis aus der Regierung. Turabi war vormals für eine Reform zu einem Mehrparteiensystem eingetreten und plante eine Verfassungsänderung welche Baschirs Macht beschnitten hätte. Turabi verlor im Machtkampf mit al-Baschir die Kontrolle über die islamistische Bewegung, in der sich ob seiner radikalen Außenpolitik Unmut regte. Unter Führung seines bisherigen Stellvertreters Ali Osman Taha arrangierten sich die Islamisten erneut mit der Militärdiktatur.
Ein vereinbarter Waffenstillstand zwischen Regierung und Rebellen wurde gebrochen, was den Hilfsorganisationen die Arbeit erschwerte.
Ab 1999 wurde der Sudan zum Erdölnettoexporteur. Die Investitionen in der Größenordnung von mehreren hundert Millionen US-Dollar in den Ölsektor des Landes stammten aus der Volksrepublik China, Malaysia und Indien. Um die Sicherheit der Ölfelder zu gewährleisten, ließ die Regierung Milizen freie Hand, welche in den Produktionsregionen ethnische Säuberungen durchführten. Der neu etablierte Ölsektor beendete die Knappheit im eigenen Land und avancierte binnen Jahren zum Hauptdevisenbringer der Volkswirtschaft. Das Bruttosozialprodukt pro Kopf stieg von unter 400 USD um die Jahrtausendwende auf rund 1400 USD im Jahr 2008.
Bei den Neuwahlen von 2001 gewann al-Baschir haushoch, was unter anderen darauf zurückzuführen ist, dass die Oppositionsparteien die Wahl boykottieren. Der Ausnahmezustand wurde erneut verlängert.
Seit dem Friedensvertrag von 2005 mit dem Süden jedoch regiert Umar al-Baschir mit seiner Nationalen Kongresspartei gemeinsam mit der Sudanesischen Volksbefreiungsbewegung.
Im Jahr 2011 kam es zu einem Unabhängigkeitsreferendum im Südsudan, in welchem die Mehrheit der Südsudanesen für einen unabhängigen Staat stimmten. Seit dem 9. Juli 2011 ist der Südsudan offiziell vom Sudan getrennt.
Im Jahr 2018 wurde das Land von einer Flutkatastrophe heimgesucht.
Am 22. Februar 2019 rief Präsident Baschir einen einjährigen Notstand aus und entließ die Regierung, am 11. April 2019 desselben Jahres wurde er nach Protesten der Bevölkerung vom Militär gestürzt und inhaftiert; weitere ranghohe Politiker wurden festgenommen. Die Nachfolge übernahm ein Militärrat.

### Seit 2020
Am 31. August 2020 unterzeichnete die Regierung ein Friedensabkommen mit der Revolutionären Front, einer Allianz mehrerer Rebellengruppen, der unter anderem die Sudanesische Befreiungsarmee/-Bewegung und die Bewegung für Gerechtigkeit und Gleichheit angehören.
Im gleichen Jahr kam es bei den Überschwemmungen im Sudan 2020 zu einer schweren Flutkatastrophe, die im Hinblick auf Opfer als die schwerste im Sudan seit mindestens 1988 gilt. Die Regierung rief für den gesamten Sudan den Notstand aus. Mit Stand 25. September 2020 waren ca. 830.000 Menschen von den Fluten betroffen. Mindestens 124 Menschen kamen ums Leben, etwa 166.000 Gebäude wurden zerstört.
Am 21. September 2021 wurde ein Putschversuch vereitelt.
Am 2. Oktober 2021 wurde in Khartum zwischen der nationalen Armee, bewaffneten Bewegungen und der Zivilgesellschaft eine neue Charta zur Durchführung des sudanesischen Übergangs unterzeichnet. Ziel war die Sicherung des Friedens und die Gestaltung einer Verfassung. Der früher regierende Nationalkongress wurde unterdessen gestürzt.
Nach einem nach Regierungsangaben am 21. Oktober 2021 vereitelten Putschversuch putschte das Militär am 25. Oktober 2021 erneut. Der ranghöchste militärische Vertreter erklärte in einer Fernsehansprache einen landesweiten Ausnahmezustand und verkündete die Auflösung der Übergangsregierung und des Souveränen Rates. In der Folge demonstrierten Zehntausende in der Hauptstadt. Am 21. November 2021 wurde der durch den Putsch gestürzte Abdalla Hamdok wieder Ministerpräsident. Am 2. Januar 2022 trat er zurück. Am 29. Mai 2022 wurde der Ausnahmezustand aufgehoben.
Am 15. April 2023 brachen im ganzen Sudan Kämpfe zwischen den sudanesischen Streitkräften (SAF) und den Rapid Support Forces (RSF) aus. Infolge des Bürgerkriegs, die insbesondere in der Hauptstadt Khartum ausgetragen wurden, kollabierte der Sudan. Die Hauptstadt wurde weitgehend zerstört und entvölkert. So verließ so gut wie die gesamte Mittelschicht und Elite die Stadt und viele auch das Land.